# A Tiempo Tour
A Tiempo Tour es la cuarta gira realizada por el dúo estadounidense Ha*Ash, conformadas por las hermanas Hanna Nicole y Ashley Grace. La gira comenzó oficialmente el 24 de septiembre de 2011 en el Auditorio Nacional de la Ciudad de México, y término el 17 de mayo de 2013 en Veracruz.

## Información
La gira arrancó con un show en el Auditorio Nacional, y tuvo invitados como OV7, Río Roma y Leonel García para el primer Auditorio, Ana Torroja, Joy Huerta y Beto Cuevas para el segundo Auditorio, y Jesús Navarro (Reik), María José para el tercer y último Auditorio de esta gira.

## Recepción
La gira comenzó con un concierto que se convirtió en lleno total en el Auditorio Nacional, logrando en México, lleno total en 3 ocasiones en el mismo recinto y 1 Teatro Diana en Guadalajara, y llegando por primera vez a Costa Rica, Ecuador y Perú.

## Artistas invitados

### Teloneros
- Marconi - (Telonero en el Auditorio Nacional, 21 de septiembre de 2011) [3]

### Invitados sorpresa
| Lugar                                         | Artista              | Canción                                           |
| --------------------------------------------- | -------------------- | ------------------------------------------------- |
| Auditorio Nacional (24 de septiembre de 2011) | OV7                  | «Vamos a llamarlo amor» «Mírame a los ojos»       |
| Auditorio Nacional (24 de septiembre de 2011) | Río Roma             | «Camina Conmigo»                                  |
| Auditorio Nacional (24 de septiembre de 2011) | Leonel García        | «Lo que yo sé de ti»                              |
| Teatro Diana (16 de octubre de 2011)          | Joy Huerta           | «Lo que yo sé de ti»                              |
| Auditorio Nacional (23 de septiembre de 2012) | Ana Torroja          | «Todo no fue suficiente» «Mujer contra mujer»     |
| Auditorio Nacional (23 de septiembre de 2012) | Joy Huerta           | «¿Qué haré con este amor?» «La de la mala suerte» |
| Auditorio Nacional (23 de septiembre de 2012) | Beto Cuevas          | «Quieres ser mi amante»                           |
| Auditorio Nacional (19 de octubre de 2012)    | Jesús Navarro (Reik) | «¿Qué haré con este amor?» «Creo en ti»           |
| Auditorio Nacional (19 de octubre de 2012)    | María José           | «Todo no fue suficiente» «Adelante corazón»       |

## Repertorio
Setlist presentado
1. «Irremediable» (algunos conciertos)
2. «Odio amarte»
3. «Amor a medias»
4. «Soy mujer»
5. «¿De dónde sacas eso?»
6. «Todo no fue suficiente»
7. «Si pruebas una vez» / «Te quedaste» / «Lo que yo sé de ti»
8. «Me entrego a ti»
9. «Hoy no habrá mañana» (algunos conciertos)
10. «Tú y yo volvemos al amor»
11. «Temblando» (cover, algunos conciertos)
12. «Sweet Child O' Mine» / «You Shook Me All Night Long» (cover, algunos conciertos)
13. «Mony Mony» (cover, algunos conciertos)
14. «¿Qué haré con este amor?» (algunos conciertos)
15. «¿Qué hago yo?»
16. «No te quiero nada»
17. «Vaquera»  (algunos conciertos)
18. «Impermeable»
19. «Sólo una vez»  (algunos conciertos)
20. «Te dejo en libertad»
21. «Estés donde estés»

## Fechas
| América del Norte        |                     |                |                                       |
| 2 de abril de 2011       | Ciudad de México    | México         | Foro Sol                              |
| 3 de abril de 2011       | Ciudad de México    | México         | Foro Sol                              |
| 5 de abril de 2011       | Guadalajara         | México         | Estadio Guadalajara                   |
| 30 de abril de 2011      | Ciudad de México    | México         | Amapola Cabaret                       |
| Europa                   |                     |                |                                       |
| 5 de julio de 2011       | Madrid              | España         | Show case con Cadena Dial             |
| 6 de julio de 2011       | Barcelona           | España         | Show case                             |
| 7 de julio de 2011       | Barcelona           | España         | Show case                             |
| América del Norte        |                     |                |                                       |
| 10 de julio de 2011      | Ciudad de México    | México         | Piedras Negras                        |
| 23 de agosto de 2011     | Campeche            | México         | Campeche                              |
| 30 de agosto de 2011     | Villahermosa        | México         | Tabasco                               |
| 15 de agosto de 2011     | San Luis Potosí     | México         | Cedral                                |
| 19 de agosto de 2011     | Chihuaha            | México         | Show Chihuaha                         |
| 24 de septiembre de 2011 | Ciudad de México    | México         | Auditorio Nacional                    |
| 16 de octubre de 2011    | Guadalajara         | México         | Teatro Diana                          |
| 22 de octubre de 2011    | Distrito Federal    | México         | Festival Exa                          |
| Europa                   |                     |                |                                       |
| 28 de octubre de 2011    | Madrid              | España         | Cadena Dial                           |
| América del Norte        |                     |                |                                       |
| 30 de octubre de 2011    | Guadalajara         | México         | Av. Chapultepec                       |
| 6 de noviembre de 2011   | Chignahuapan        | México         | Show Chignahuapan                     |
| 16 de noviembre de 2011  | El paso, tx         | Estados Unidos | Festival EXA El Paso                  |
| 23 de noviembre de 2011  | Cancún              | México         | Festival Cancún Turquesa              |
| 25 de noviembre de 2011  | San Luis Potosí     | México         | Axtla de Terrazas                     |
| 26 de noviembre de 2011  | Durango             | México         | Show en durango                       |
| 2 de diciembre de 2011   | Querétaro           | México         | Palenque de Querétaro                 |
| 3 de diciembre de 2011   | Distrito Federal    | México         | Teletón                               |
| 8 de diciembre de 2011   | Distrito Federal    | México         | Inauguración ishop Mixup              |
| 10 de diciembre de 2011  | Pachuca             | México         | Teatro Gota de Plata                  |
| 12 de diciembre de 2011  | Distrito Federal    | México         | Básico 40 en el Lunario               |
| 17 de diciembre de 2011  | Guanajuato          | México         | Show en León                          |
| 22 de diciembre de 2011  | Sinaloa             | México         | Concordia                             |
| 20 de enero de 2012      | Querétaro           | México         | Auditorio Juan Pablo II               |
| 28 de enero de 2012      | Distrito Federal    | México         | Oye 89.7 Palacio de los Deportes      |
| 2 de febrero de 2012     | Distrito Federal    | México         | Disco Etaage                          |
| 3 de febrero de 2012     | Mérida              | México         | Show Carnaval Yucatán                 |
| 4 de febrero de 2012     | San Luis de Potosí  | México         | Teatro de la Ciudad                   |
| 5 de febrero de 2012     | Yucatán             | México         | Show Valladolid                       |
| 16 de febrero de 2012    | Campeche            | México         | Show Escarsega                        |
| 17 de febrero de 2012    | Ciudad del Carmen   | México         | Show Ciudad del Carmen                |
| 20 de febrero de 2012    | La Paz              | México         | Explanada del Malecón                 |
| 24 de febrero de 2012    | Tlaxcala            | México         | Show Apizaco                          |
| 2 de marzo de 2012       | Veracruz            | México         | Minatitlán                            |
| 4 de marzo de 2012       | San Luis Potosí     | México         | Show Salinas                          |
| 4 de marzo de 2012       | Distrito Federal    | México         | Foro Sol                              |
| 8 de marzo de 2012       | Tepic               | México         | Feria Nayarit                         |
| 24 de marzo de 2012      | Ciudad de México    | México         | El Monumento de La Revolución         |
| 3 de abril de 2012       | Distrito Federal    | México         | Palenque de Texcoco                   |
| 5 de abril de 2012       | Cuernavaca          | México         | Recinto Ferial Acapatzingo            |
| 10 de abril de 2012      | Atoyac              | México         | Feria del café                        |
| 11 de abril de 2012      | Chiapas             | México         | San Cristóbal                         |
| 12 de abril de 2012      | Monterrey           | México         | Exa                                   |
| 13 de abril de 2012      | Veracruz            | México         | Show Veracruz                         |
| 15 de abril de 2012      | Zacatecas           | México         | Feria Primavera Jerez                 |
| 18 de abril de 2012      | Distrito Federal    | México         | Festival Estéreo Joya                 |
| 19 de abril de 2012      | Toluca              | México         | Classico Toluca                       |
| 24 de abril de 2012      | Distrito Federal    | México         | México Suena por Telehit              |
| América Central          |                     |                |                                       |
| 29 de abril de 2012      | Turrialba           | Costa Rica     | Feria del Catie                       |
| América del Norte        |                     |                |                                       |
| 3 de mayo de 2012        | Zacapoaxtla, Puebla | México         | Feria Puebla                          |
| 5 de mayo de 2012        | Veracruz            | México         | Show en Coatepec                      |
| 11 de mayo de 2012       | Aguascalientes      | México         | Feria de San Marcos                   |
| 13 de mayo de 2012       | Puebla              | México         | Feria de Puebla                       |
| 14 de mayo de 2012       | Acapulco            | México         | Festival Acapulco                     |
| 17 de mayo de 2012       | Oaxaca              | México         | Tuxtepec                              |
| 18 de mayo de 2012       | Tijuana             | México         | Volcán Centro de Espectáculos         |
| 22 de mayo de 2012       | Sinaloa             | México         | Show en Mazatlán                      |
| 23 de mayo de 2012       | Sinaloa             | México         | Show Culiacán                         |
| 24 de mayo de 2012       | Sinaloa             | México         | Show en Los Mochis                    |
| 26 de mayo de 2012       | Mazatlán            | México         | Festival de la juventud               |
| 27 de mayo de 2012       | Hidalgo             | México         | Huejutla                              |
| 8 de junio de 2012       | Querétaro           | México         | Show en San Juan del Río              |
| 11 de junio de 2012      | Chiapas             | México         | Show en Simojovel                     |
| 15 de junio de 2012      | Toluca              | México         | Teatro Morelos                        |
| 16 de junio de 2012      | Torreón             | México         | Coliseo Centenari                     |
| 17 de junio de 2012      | Zacatecas           | México         | Show en Fresnillo                     |
| 20 de junio de 2012      | San Luis            | México         | Show San Luis                         |
| 22 de junio de 2012      | Veracruz            | México         | Show en Acayucan                      |
| 29 de junio de 2012      | Tabasco             | México         | Show en Villahermosa                  |
| 14 de julio de 2012      | Guanajuato          | México         | Show en Silao                         |
| 20 de julio de 2012      | Veracruz            | México         | Zócalo                                |
| 22 de julio de 2012      | Chihuahua           | México         | Parral                                |
| 27 de julio de 2012      | Teziutlán           | México         | Plaza de Toros El Pinal               |
| 28 de julio de 2012      | Tlapacoyan          | México         | Tlapacoyan                            |
| 29 de julio de 2012      | Chiapás             | México         | Show en Comitán                       |
| 2 de agosto de 2012      | Jalisco             | México         | Lagos De Moreno                       |
| 3 de agosto de 2012      | Oaxaca              | México         | Playa Chahue                          |
| 11 de agosto de 2012     | San Luis la Paz     | México         | Show la Paz                           |
| 14 de agosto de 2012     | Hidalgo             | México         | Show en Ixmiquilpan                   |
| 23 de agosto de 2012     | San Luis la Paz     | México         | Teatro del Pueblo                     |
| 31 de agosto de 2012     | Chihuahua           | México         | Poliforo Camargo                      |
| 4 de septiembre de 2012  | Tijuana             | México         | Showcase en Tijuana                   |
| 6 de septiembre de 2012  | Distrito Federal    | México         | Show de Ritmoson                      |
| 21 de septiembre de 2012 | Veracruz            | México         | Perote                                |
| 23 de septiembre de 2012 | Ciudad de México    | México         | Auditorio Nacional                    |
| 10 de octubre de 2012    | Mexicali            | México         | Fiestas Del Sol                       |
| 16 de octubre de 2012    | Hidalgo             | México         | Show en Pachuca                       |
| 19 de octubre de 2012    | Ciudad de México    | México         | Auditorio Nacional                    |
| 20 de octubre de 2012    | Monterrey           | México         | Auditorio Cumbres                     |
| 24 de octubre de 2012    | Ciudad de México    | México         | Premios Bandamax                      |
| 27 de octubre de 2012    | Distrito Federal    | México         | Festival EXA                          |
| 3 de noviembre de 2012   | Sinaloa             | México         | Feria Ganadera Culiacán               |
| 13 de noviembre de 2012  | Tamaulipas          | México         | Feria Tamaulipas                      |
| 14 de noviembre de 2012  | Tlaxcala            | México         | La Gran Feria Tlaxcala                |
| América del Sur          |                     |                |                                       |
| 17 de noviembre de 2012  | Quito               | Ecuador        | El Agora Casa de la Cultura           |
| América del Norte        |                     |                |                                       |
| 24 de noviembre de 2012  | San Luis Potosí     | México         | Show en S.L.P.                        |
| 8 de diciembre de 2012   | Cuautitlán          | México         | Fun Central                           |
| 29 de diciembre de 2012  | Acapulco            | México         | Guerrero                              |
| 21 de enero de 2013      | León                | México         | Palenque de León                      |
| América del Sur          |                     |                |                                       |
| 7 de febrero de 2013     | Cusco               | Perú           | Coliseo Cerrado Casa de la Juventud   |
| 8 de febrero de 2013     | Arequipa            | Perú           | Palacio Metropolitano de Bellas Artes |
| 9 de febrero de 2013     | Lima                | Perú           | Centro de Convenciones                |
| América del Norte        |                     |                |                                       |
| 15 de febrero de 2013    | Hidalgo             | México         | Iguala, Hglo                          |
| 16 de febrero de 2013    | Querétaro           | México         | Auditorio Josefa Domínguez            |
| 21 de febrero de 2013    | Ciudad de México    | México         | José Cuervo Salón                     |
| 22 de febrero de 2013    | Monterrey           | México         | Nuevo León                            |
| 23 de febrero de 2013    | Ciudad de México    | México         | Show en Reynosa                       |
| 8 de marzo de 2013       | Guanajuato          | México         | Palenque de Irapuato                  |
| 15 de marzo de 2013      | Tabasco             | México         | Show Villahermosa                     |
| 16 de marzo de 2013      | Estado De México    | México         | Show en Zinacantepec                  |
| 23 de marzo de 2013      | Ciudad de México    | México         | Show Cd. Valles                       |
| 24 de marzo de 2013      | Aguascalientes      | México         | Show Aguascalientes                   |
| 28 de marzo de 2013      | Tamaulipas          | México         | Show en Tampico                       |
| 30 de marzo de 2013      | Monterrey           | México         | Motion Fest                           |
| 31 de marzo de 2013      | Puebla              | México         | Show en Xicotepec                     |
| 6 de abril de 2013       | Jalisco             | México         | Tepatitlán                            |
| 18 de abril de 2013      | Puebla              | México         | Auditorio siglo XXI                   |
| 24 de abril de 2013      | Aguascalientes      | México         | Show Aguascalientes                   |
| 26 de abril de 2013      | Morelia             | México         | Teatro del Pueblo                     |
| 2 de mayo de 2013        | Veracruz            | México         | Show Tuxpan                           |
| 4 de mayo de 2013        | Villahermosa        | México         | Show en Villahermosa                  |
| 8 de mayo de 2013        | Sonora              | México         | Hermosillo                            |
| 11 de mayo de 2013       | Ciudad de México    | México         | El Plaza Condesa                      |
| 17 de mayo de 2013       | Veracruz            | México         | Show en la Isla                       |
| 23 de mayo de 2013       | Nayarit             | México         | Tepic                                 |
| 24 de mayo de 2013       | Ciudad de México    | México         | Naolinco de Victoria                  |